# バロツェランド

アフリカでのバロツェランドの位置

1905年から1911年にかけての北西ローデシアと北東ローデシアのイギリス保護領（現ザンビア）。バロツェランドは緑で示されている。

バロツェランド（ロズィ語：Mubuso Bulozi）は、主としてザンビアの西部州を指す地域で、ロジ族（バロツェ族）の居住地である。
かつてはバロツェランド王国（ロジ王国）という独立国であり、その領土は現在の西部州（126,386 km2)の2倍の広さがあり、ザンビア西部の大部分とその周辺地域を含んでいたとされる。かつてはザンビアの他の地域やコンゴ民主共和国のカタンガ州にまで広がっていたと主張されることもあるが、これらの歴史的な国境は確定されたものではなく、確認することは困難である。
1899年にはイギリス保護領の一部となった。バロツェランドの君主号であるリトゥンガは、最初はイギリス南アフリカ会社（BSAC）と、その後はイギリス政府と、リトゥンガの下で王国の伝統的権威の多くを維持することを保証する協定を交わしてきた。 バロツェランドは基本的に国民国家であり、北ローデシアという大きな保護領の中の保護領であった。この保護領の地位と引き換えに、リトゥンガはBSACにバロツェランドでの鉱物探査権を与えた。
1964年、ザンビアの独立に伴い、バロツェランドはザンビアの一部となった。2012年、伝統的なロジ族の指導者たちからなるバロツェランド国民評議会（Barotseland National Council）が独立を呼びかけた。

## 地理

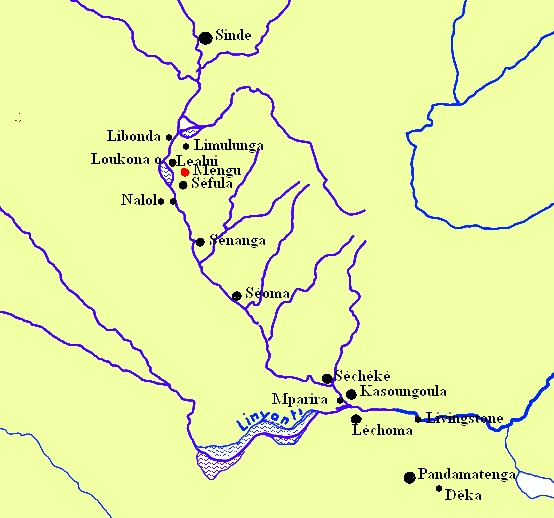
バロツェランドの主要都市を示す地図

その中心地はザンベジ川上流のザンベジ氾濫原であるが、西部州を構成する高原の周辺高地も含まれる。 植民地時代以前のバロツェランドには、現在の北西州、南部州や中央州の一部、ナミビアのザンベジ州、アンゴラ南東部の一部が含まれていた。

## 歴史

### 植民地時代以前
バロツェランドには最初コイサン族が住んでいたが、南下してきたバントゥー系民族に追い出されるか吸収された。
16世紀から18世紀にコンゴから移住してきたロジ族によってバロツェランド王国が建国された。1835年頃、マコロロ族（コロロ族）がシャカ王率いるズールー族の拡大から逃れるためにザンビア西部に移住し、モング周辺の地域を征服した。その後バロツェランド王国も征服されマコロロ族による王朝が設立された。しかしマラリアの流行や虚弱で病弱な王が王位に就くなどロジ族に有利な状況が重なり、1864年にロジ族による反乱が成功し、マコロロ族の覇権は終焉を迎え、ロジ族の王朝が復活した。

### イギリスによる植民地化

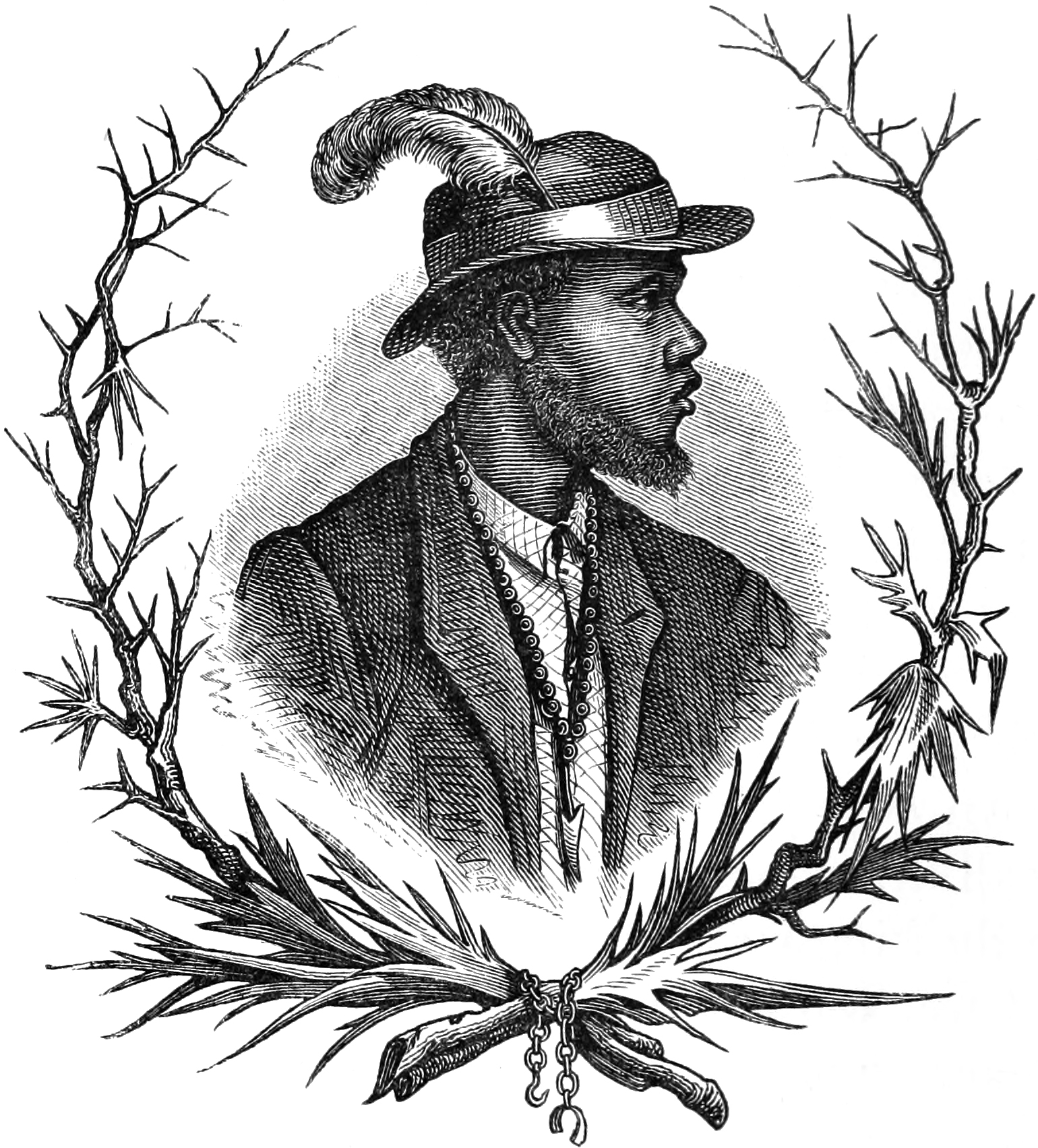
シポパ・ルタング、1864～1876年ロジ族の王

植民地時代の始まりにおけるバロツェランドの地位は、ザンビアとなった他の地域とは異なっていた。ザンベジ川以北で初めて、セシル・ローズのイギリス南アフリカ会社（BSAC）と鉱業権と保護領契約を結んだのである。

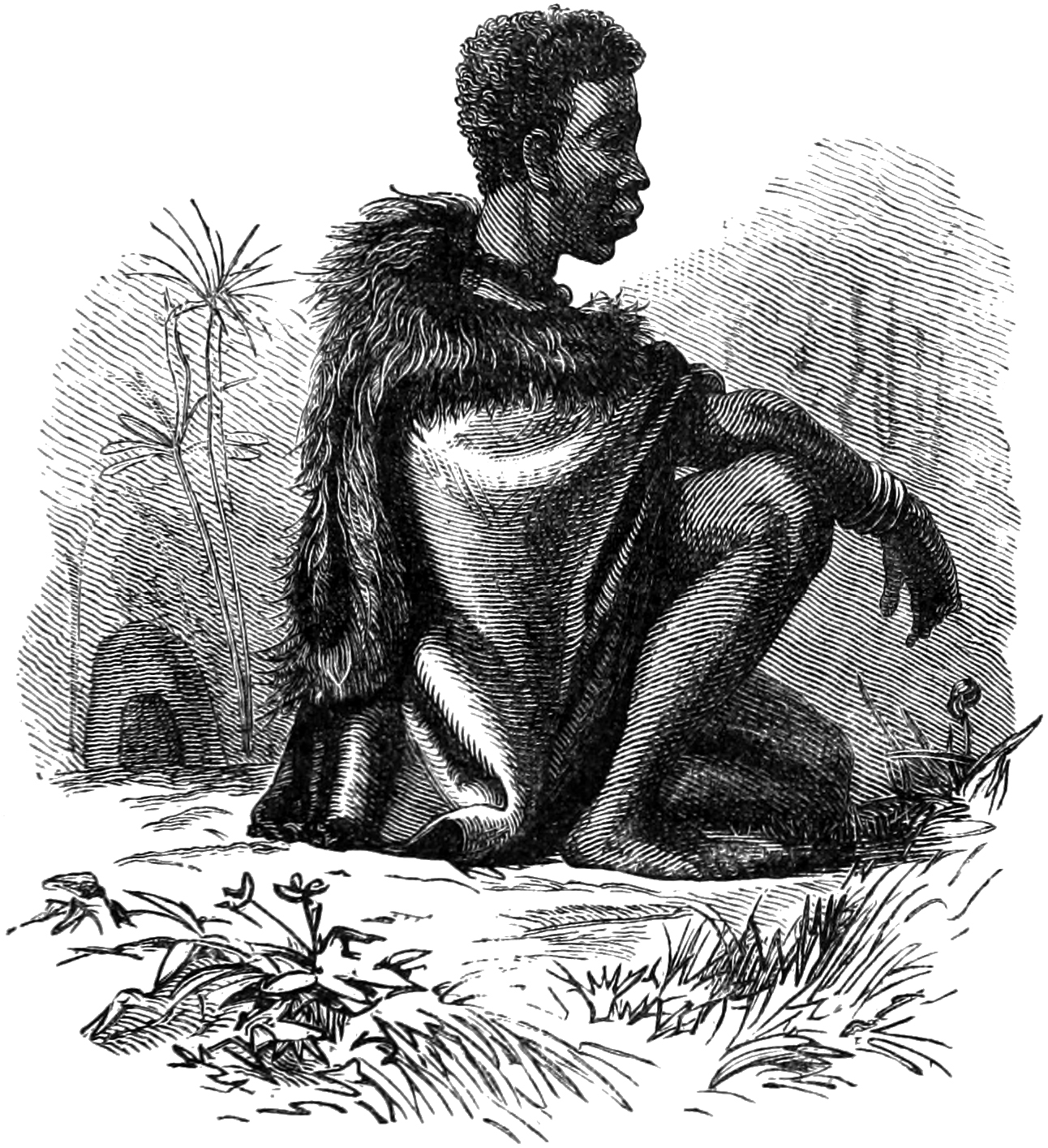
ムワナウィナ2世、1876～1878年のロジ族の王

1880年までには王国は安定し、レワニカ王は1889年6月26日、王国を国家として国際的に承認する条約に調印した。 ダイヤモンドの発見後、レワニカ王はヨーロッパとの交易を始めた。1890年6月26日、王はBSACと条約を締結し、BSACにバロツェランドでの採掘や貿易、鉄道敷設の許可を与える代わりに、イギリスによる外部の脅威に対する保護を得た。しかし条約にはイギリス王室から正式な保護を受けていると明記されたものが何もなかったため、王はヴィクトリア女王に手紙を書き、イギリス南アフリカ会社の代理人が条約の中で女王の要求を正しく表現していなかったことを伝えたが、彼の抗議は聞き入れられなかった。
1899年11月、ヴィクトリア女王は勅令に署名した。この勅令はイギリス南アフリカ会社によって統治されていた北西ローデシアとバロツェランドを合併し、その全域にバロツェランド＝北西ローデシアという保護領を設立するというもので、この保護領の地位はレワニカ王に歓迎された。
この勅令により、会社による新しい統治体制が確立され、新保護領は南アフリカ高等弁務官が任命した行政官によって運営されるようになった。高等弁務官は保護領に関する布告を発布し、保護領は9つの行政区に分割された。
1911年に保護領が北東ローデシアと合併して北ローデシアが発足すると、北ローデシア行政官がバロツェランド・北西ローデシア行政官が行っていた機能を引き継いだ。
1924年には北ローデシアは保護領のままイギリス政府の管理下に入り北ローデシアは正式にイギリス保護領となった。イギリス政府の管理下に入った後も、バロツェランド王国は高い自治権を保持し続けた。

### 1964年バロツェランド協定
1964年5月18日、リトゥンガと北ローデシアのケネス・カウンダ首相は「1964年バロツェランド協定」に調印し、バロツェランドとイギリス政府間の以前の協定に代わり、ザンビア国内におけるバロツェランドの地位を確立した。この合意は、社会的、経済的、政治的に緊密な交流を続けてきた長い歴史に基づくもので、バロツェランドに大幅な自治権の継続を認めるものであった。バロツェランド協定は、ロジ族に地方自治権と、土地、天然資源、地方政府を含む特定事項について協議される権利を与えた。また、バロツェランドのリトゥンガを「バロツェランドの政府および行政のための主要な地方当局」として定め、リトゥンガが「バロツェ先住民政府」、「バロツェ先住民当局」、「バロツェ先住民裁判所」として知られる裁判所、「地方政府に関する事項」、「土地」、「森林」、「漁業」、「狩猟の管理」、「狩猟の保護」、「バロツェ先住民の国庫」、ビールの供給、「地方税」を引き続き管理することとした。 

### 独立後
1964年10月24日に独立したばかりのザンビアの大統領に就任して1年も経たないうちに、ケネス・カウンダ大統領は協定に基づいてバロツェランドに与えられた権限のほとんどを破棄するさまざまな法律を導入し始めた。 注目すべきは、1965年に制定された地方自治法によって、バロツェランドを統治してきた伝統的な制度が廃止され、王国は統一された地方自治制度の管理下に置かれたことである。 そして1969年、ザンビア議会は1964年のバロツェランド協定を無効とする憲法改正法を可決した。 その年の後半、政府はバロツェランドの名称を西部州に変更し、すべての州を「平等に」扱うと発表した。協定の破棄と、協定復活を求める度重なる要請を無視する歴代政府の頑なな態度が、この地域の緊張を高めている。活動家の見解によれば、ザンビア政府はバロツェランドの開発に手をつけておらず、ルサカから州都モングまでの舗装道路が1本あるだけで、他の州で見られるような州のインフラプロジェクトがない。電力供給は不安定で、カリバダムからの老朽化した接続に依存している。その結果、今でも時折分離独立論が叫ばれている。

### 独立宣言
2012年、バロツェランド国民評議会は、1964年のバロツェランド協定のザンビアによる破棄を受け入れ、バロツェランドがザンビアに最初に加盟した条約を終了させたと主張した。
2013年、バロツェランドは代表なき国家民族機構（UNPO）のメンバーとなった。
同年、ザンビア側の人権侵害が続いているため、バロツェランド民族自由連盟はガンビアのバンジュールにあるアフリカ人権委員会にもザンビアの人権侵害を調査するよう申し立てた。この件は現在、委員会が調査中である。